# Брюгиер, Жан-Гильом
Жан-Гильом Брюгиер (фр. Jean Guillaume Bruguière; 1749 или 1750, Монпелье — октябрь 1798, Анкона, Италия) — французский врач, естествоиспытатель и дипломат. Он интересовался в основном моллюсками и другими беспозвоночными, дал название 140 родам и видам морских животных.

## Биография

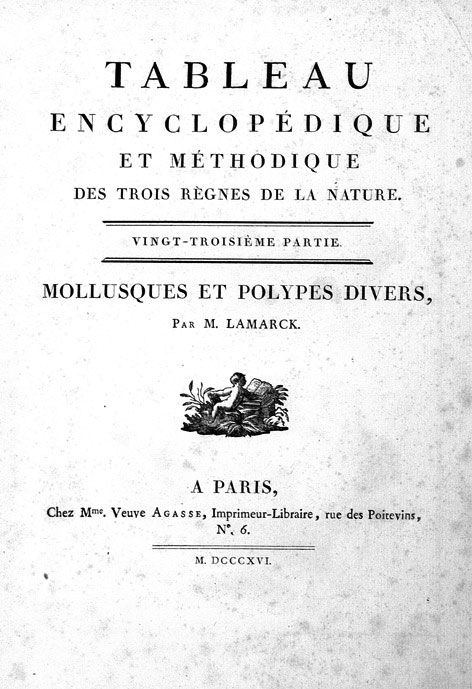
Обложка книги «Tableau Encyclopédique et Méthodique des trois Règnes de la Nature: vers, coquilles, mollusques et polypes divers»

Родился в 1750 году в Монпелье, был в этом же городе врачом, в 1773 году принимал участие в путешествии с научными целями капитана Кергелена в Южный океан, а в 1792 году совершил путешествие в Персию. По возвращении из этого путешествия умер в Анконе, в 1799 году. Брюгиер написал: «Histoire naturelle des vers» для «Encyclopédie méthodique» (2 тома, 1791—92); «Vers infusoires» (Париж, 1791). Брюгиер редактировал «Journal d’histoire naturelle» вместе с Ламарком, Оливье Гаюи и Пеллетье (том I—II, Париж, 1792 г.).

## Эпонимы
- Род мангровых деревьев семейства Rhizophoraceae — Bruguiera